# Bislig
Bislig is een stad in de Filipijnse provincie Surigao del Sur in het noordoosten van het eiland Mindanao. Bij de laatste census in 2007 had de stad ruim 102 duizend inwoners.

## Geografie

### Bestuurlijke indeling
Bislig is onderverdeeld in de volgende 24 barangays:
| - Bucto - Burboanan - San Roque - Caguyao - Coleto - Comawas - Kahayag - Labisma - Lawigan - Maharlika - Mangagoy - Mone | - Pamanlinan - Pamaypayan - Poblacion - San Antonio - San Fernando - San Isidro - San Jose - San Vicente - Santa Cruz - Sibaroy - Tabon - Tumanan |

## Demografie
Bislig had bij de census van 2007 een inwoneraantal van 102.009 mensen. Dit zijn 4.149 mensen (4,2%) meer dan bij de vorige census van 2000. De gemiddelde jaarlijkse groei komt daarmee uit op 0,57%, hetgeen lager is dan het landelijk jaarlijks gemiddelde over deze periode (2,04%). Vergeleken met de census van 1995 is het aantal mensen met 1.659 (1,6%) afgenomen.

De bevolkingsdichtheid van Bislig was ten tijde van de laatste census, met 102.009 inwoners op 331,8 km², 307,4 mensen per km².

## Geboren in Bislig
- Dennis Orcollo (28 januari 1979), poolspeler.

Barobo · Bayabas · Bislig · Cagwait · Cantilan · Carmen · Carrascal · Cortes · Hinatuan · Lanuza · Lianga · Lingig · Madrid · Marihatag · San Agustin · San Miguel · Tagbina · Tago · Tandag